# Água Fria de Goiás
Pour les articles homonymes, voir Água Fria.
Água Fria de Goiás est une municipalité brésilienne de l'État de Goiás et la microrégion d'Entorno do Distrito Federal.